# Słowo (dziennik warszawski)
Słowo – konserwatywny dziennik informacyjno-polityczny wydawany w latach 1882–1919 w Warszawie. 

## Historia
Pierwszym redaktorem naczelnym gazety i jednocześnie jej wydawcą był Juliusz Niemirycz, który dzięki swoim znajomościom w Petersburgu uzyskał koncesję na wydawanie dziennika. Faktycznie Juliusz Niemirycz nigdy nie rozpoczął działalności wydawniczej. Po śmierci córki Wandy w marcu 1881 roku przekazał koncesję grupie Antoniego Wrotnowskiego.
Od numeru 21 z 1882 wydawcą został literat Antoni Zaleski, a redaktorem naczelnym Henryk Sienkiewicz, który opublikował w tym dzienniku między innymi swoją Trylogię (Ogniem i mieczem w latach 1883–1884 i Pana Wołodyjowskiego w latach 1887–1888 jako pierwodruki oraz Potop w latach 1884–1886 prawie równocześnie z pierwodrukiem wydanym w Krakowie). Ponadto dzięki Sienkiewiczowi do współpracy z gazetą przystąpiło wielu znanych literatów, publicystów, naukowców (m.in. Władysław Bełza, Zygmunt Chełmicki, Józef Rostafiński).
Kolejnymi redaktorami naczelnymi gazety byli: Mścisław Godlewski (od numeru 261 z 1887), Władysław Olendzki, Lucjan Wrotnowski, Antoni Donimirski. 
Jednym z korespondentów był działacz pracy organicznej Michał Mosiołek. 
Po 1905 r. dziennik był organem Stronnictwa Polityki Realnej. 
Zawieszony w marcu 1914, podczas pierwszej wojny światowej wznowił działalność jako tygodnik, zmieniając jednocześnie tytuł na Kraj.
W 1905 jako zeszytowy dodatek do "Słowa" opublikowano I tom czterotomowej Encyklopedii podręcznej ilustrowanej .